# Seth Tuttle
Seth Tuttle (Mason City, Iowa, 5 de septiembre de 1992) es un baloncestista estadounidense que pertenece a la plantilla del Limburg United de la liga belga. Con 2,03 metros de estatura, juega en la posición de alero.

## Trayectoria deportiva

### Universidad
Jugó  cuatro temporadas con los Panthers de la Universidad del Norte de Iowa, en las que promedió 12,8 puntos, 6,7 rebotes y 2,1 asistencias por partido. Fue incluido en el mejor quinteto de la Missouri Valley Conference en 2014 y 2015, y ese último año además, elegido Jugador del Año de la conferncia, e incluido en el segundo equipo All-American consensuado.

### Profesional
Tras no ser elegido en el Draft de la NBA de 2015, se unió a los Miami Heat para disputar las Ligas de Verano. El 24 de julio de ese año firmó por una temporada con el s.Oliver Baskets de la Basketball Bundesliga, en la que promedió 10,5 puntos, 5,2 rebotes y 2,0 asistencias por partido.
El 27 de julio de 2016 anunció su fichaje por el Limburg United de la liga belga.